# Câmera lúcida

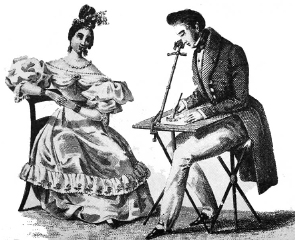
Uma gravura de c. de 1830 de uma câmara lúcida sendo usada

Uma câmara lúcida (português europeu) ou câmera lúcida (português brasileiro) é um dispositivo óptico usado para auxiliar artistas durante o desenho.
A câmara lúcida executa uma sobreposição óptica do objeto a ser visto sobre uma superfície sobre a qual o artista está desenhando. O artista vê tanto a cena quanto a superfície do desenho simultaneamente, como em uma exposição fotográfica dupla. Isso permite que o artista duplique os pontos-chave da cena na superfície do desenho, auxiliando assim na composição precisa da perspectiva. Às vezes, o artista pode até traçar os contornos dos objetos.

## História
A câmara lúcida foi patenteada em 1807 por William Hyde Wollaston. Parece haver evidências de que a câmara lúcida era, na verdade, nada além de um reinvenção de um dispositivo claramente descrito 200 anos antes por Johannes Kepler em seu Dioptrice (1611).  Por volta do século XIX, a descrição de Kepler tinha caído em total esquecimento, então a reivindicação de Wollaston não foi contestada. O termo "camera lucida" (latim "câmara iluminada" em oposição à camera obscura "câmara escura") é de Wollaston. (cf. Edmund Hoppe, Geschichte der Optik, Leipzig 1926)